# Strada europea E261
La strada europea E261 è una strada europea che collega Świecie a Breslavia. Come si evince dalla numerazione, si tratta di una strada di classe B.

## Percorso
La E261 è definita con i seguenti capisaldi di itinerario: "Świecie - Poznań - Breslavia".